# Гатот Нурмантьо
Гатот Нурмантьо (род. 13 марта 19 60, Тегал) — индонезийский военный деятель генерал. Главнокомандующий Национальной армией Индонезии (с 8 июля 2015 года).

## Биография
Родился 13 марта 1960 года в городе Тегал, провинция Центральная Ява. В 1982 году окончил Военную академию и поступил на службу в Национальную армию Индонезии. Начиная с 2000-х годов занимал ряд высших командных должностей — был командиром бригады, дивизии, директором Военной академии, командующим военным округом и главой двух специальных командований вооружённых сил. В 2014 году стал начальником штаба Сухопутных войск, а в 2015 году — главнокомандующим армией.
С 2014 года является председателем Индонезийской федерации карате-до.

## Политическая позиция
Вместе с рядом других военных и политических деятелей Индонезии осудил антиисламские высказывания губернатора Джакарты Басуки Чахая Пурнама.